# 鄧小樺
鄧小樺 （Tang Siu Wa，1978年2月25日—），畢業於伊利沙伯中學、香港中文大學中國語言及文學系，香港科技大學人文學部碩士，曾任香港電台第2台《思潮作動》主持人之一，文學雜誌《字花》、《虛詞》編輯，《中大四十年》編委，於香港藝術中心及各中學教授寫作。抽煙人士。

## 生平
鄧小樺1978年2月25日出生於中國大陸，她全家於1980年代末從廣州移居香港。
她大學就讀香港中文大學中國語言及文學系，大學時開始寫作，並擔任《中大學生報》的副總編輯。後於各大報章及雜誌撰寫專欄、訪問及評論。她曾獲中文文學獎散文組冠軍、新詩組亞軍、「大學文學獎」新詩組冠軍。著有詩集《不曾移動瓶子》、《眾音的反面》、散文集《斑駁日常》、《若無其事》、訪問集《問道於民》。她曾參與保衛天星碼頭及皇后碼頭運動，為本土行動成員。
2009年，鄧小樺加入「香港文學倡議小組」，與作家董啟章、馬家輝、潘國靈等一同倡議建立香港文學館；後「倡議小組」改組為香港文學館工作室，任召集人。2010年組織「八十後文藝青年」（页面存档备份，存于），與蔡芷筠、葉浩麟連線，分別參選藝術發展局文學、藝術教育及視覺藝術委員會選舉。
2011年，鄧加入香港數碼廣播有限公司，主持青年意見節目《八十後今晚打老虎》。2012年3月加入誠品書店，成為誠品香港分店副店長，2013年3月離職，未有正面回應原因，只說各有天職。
2013，鄧任西九「自由野」文字部分聯合策展人。2013年末，香港文學館工作室改組為香港文學館有限公司，在富德樓建立「香港文學生活館」，2014年3月入伙；鄧任文學館理事會召集人、香港文學館總策展人。
2017年4月，鄧任港視31台「五夜講場」系列中之周三晚「文學放得開」主持，與廖偉棠、查映嵐、陸渺、何建宗、洪曉嫻一同主持深夜文學清談節目。至2018年改為周四播出。2018年5月，由香港文學館出版之紙本月刊《無形》及文學網絡平台《虛詞》創刊；2019年7月，季刊《方圓》創刊。鄧均任總編輯。2023年，在台灣創立「2046出版社」，鄧任總編輯。
於2017年起，她不時於網上撰寫專欄，講述對愛情的看法及個人的生活。
2023年2月，鄧小樺於台灣創立了出版社「2046」。

## 重要事件

### 警方包圍理大時被捕
2019年11月21日，警方包圍香港理工大學踏入第四日，香港文學館發表聲明，指該館理事兼總策展人鄧小樺於周二（11月19日）早上離開理大時被捕，拘留一天後因腳傷送往伊利沙伯醫院治理，至11月20日晚深夜獲保釋。聲明又指，警方對理大全面封鎖，致只在場觀察事件的鄧小樺和其他在場人士無法和平而安全地離開，強烈反對警方以此為理由，指所有滯留在理大範圍的人士有份參與暴動。

### 被催淚彈射中左眼角受傷
2019年12月31日除夕，至2020年1月1日凌晨，警方在旺角多次發射催淚彈，驅散示威者。鄧小樺稱在旺角被催淚彈射中，她在facebook上載傷勢相片，左眼角受傷，血流披面。她對傳媒表示，她是旺角街坊，與朋友倒數後行經登打士街，已盡量迴避，但仍受傷，又指當時行人路上不太多人，未見有人聚集。她受傷後感到劇痛，眼鏡遺失。

## 個人作品
- 鄧小樺. . 廿九几詩系. 廿九几. 2005. ISBN 9789889885618.
- 鄧小樺、江康泉、楚、賴俊穎、黃淑琪、陳志華、袁兆昌、劉芷韻. . What if we talk about love?. 廿九几. 2007. ISBN 9789889885649.
- 鄧小樺. . Kubrick. 2008. ISBN 9789881737786.
- 鄧小樺. . 藍天圖書. 2008. ISBN 9789628980901.
- 鄧小樺. . 文化工房. 2014. ISBN 9789881304919.
- 鄧小樺. . 三聯書店（香港）有限公司. 2014. ISBN 9789620436307.
- 鄧小樺. . 時報文化出版企業股份有限公司. 2019. ISBN 9789571378688.

## 外部連結
- 不可言明的共同體/ 鄧小樺Patreon/ （页面存档备份，存于）
- 鄧小樺Blog（页面存档备份，存于）
- 鄧小樺的Facebook專頁
- 字花網站（页面存档备份，存于）
- 明報OL網 - 什麼人答？陳景輝、周思中、朱凱迪、鄧小樺（页面存档备份，存于）
- 新浪網 - Lifestyle - 惡女談肥 鄧小樺：So what !我抵抗力夠強！[永久]
- 蘋果日報 - 生活名采 - 梁文道：文化難民新一代（页面存档备份，存于）
- 城市論壇 2010.6.6 六四廿一載 回顧自由風... 李卓人 劉國英 鄧小樺 黎恩灝（页面存档备份，存于）